# South Point
|  | Per a altres significats, vegeu «South Point (Ohio)». |

South Point és una concentració de població designada pel cens dels Estats Units a l'estat de Texas. Segons el cens del 2000 tenia 1.118 habitants.

## Demografia
Segons el cens del 2000, South Point tenia 1.118 habitants, 257 habitatges, i 242 famílies. La densitat de població era de 337,2 habitants per km².
Dels 257 habitatges en un 60,7% hi vivien nens de menys de 18 anys, en un 77% hi vivien parelles casades, en un 12,5% dones solteres, i en un 5,8% no eren unitats familiars. En el 4,7% dels habitatges hi vivien persones soles el 0,4% de les quals corresponia a persones de 65 anys o més que vivien soles. El nombre mitjà de persones vivint en cada habitatge era de 4,35 i el nombre mitjà de persones que vivien en cada família era de 4,5.
Per edats la població es repartia de la següent manera: un 38,6% tenia menys de 18 anys, un 12,3% entre 18 i 24, un 28,1% entre 25 i 44, un 16,6% de 45 a 60 i un 4,4% 65 anys o més.
L'edat mediana era de 24 anys. Per cada 100 dones de 18 o més anys hi havia 93,2 homes.
La renda mediana per habitatge era de 21.688 $ i la renda mediana per família de 22.438 $. Els homes tenien una renda mediana de 20.000 $ mentre que les dones 11.375 $. La renda per capita de la població era de 5.989 $. Aproximadament el 35,5% de les famílies i el 40,2% de la població estaven per davall del llindar de pobresa.

## Poblacions properes
El següent diagrama mostra les poblacions més properes.